# Stroguino Moscou (beach soccer)
Pour les articles homonymes, voir Stroguino.
Ne pas confondre avec le club de football du Stroguino Moscou
Maillots
Le Stroguino Moscou est un club de beach soccer fondé en 2006 à l'école de sport du district de Stroguino, à Moscou. Il est présent sur 7 des 8 premiers podium du Championnat de Russie de beach soccer.

## Histoire
Au début de l'année 2006 au centre sportif "Stroguino", et avec le soutien de la Préfecture ICJSC, est construit la première plate-forme spécialisée pour le beach soccer. L'objectif est de donner à la Russie des joueurs plus forts et par conséquent l'occasion de former une équipe pour remporter les premiers titre sur la plage pour la Russie.
En 2006, lors du premier Championnat de Russie joué, du 14 au 23 octobre à Sotchi, Stroguino finit premier de son groupe avec trois victoires en autant de matches pour une différence de buts de 21-4 (+17). Après avoir atteint la finale, l'équipe perd aux tirs au but et en prend la deuxième place.
En 2007, le tournoi final russe a également lieu à Sotchi, du 17 au 23 septembre. Stroguino répète le succès de l'an dernier et remporte la première place dans son groupe. Vainqueur de Spoutnik et Delta Saratov en quart puis demi-finale avec un score total de 9-1. En finale, dans un match tendu, le club moscovite perd 2-3 devenant la première équipe à perdre 2 finale, de suite qui plus est.
2008 est l'année de Stroguino. Considérablement renforcé pour le tournoi final du Championnat de Russie, l'équipe ne laisse aucune chance à n'importe lequel de ses rivaux sur le chemin de la finale. Dans le dernier match, le plus important, le club vient à bout du Delta Saratov (4-3). La même année, à Anapa, la Coupe de Russie a lieu et réuni les huit meilleures équipes du championnat 2007. Le tournoi se déroule lors des trois premiers jours de mai et voit Stroguino vaincre tour à tour Mir- Komvik (6-1), TIM (4-3) et IBS (3-2). Vainqueur du championnat et de la Coupe, le club réalise son premier doublé.
En 2009, Stroguino s'appuie sur les succès de l'an dernier. Le Championnat de Russie, qui se tient traditionnellement à Sotchi du 24 septembre au 4 octobre est à nouveau remporté par les moscovite. L'équipe est la meilleure parmi les 14 présente et bat IBS en finale. En coupe, le club bat la Delta Saratov et s'offre un second doublé. Depuis 2 ans, Stroguino compose la base de l'équipe de Russie de beach soccer avec 9 joueurs sur 12.
En 2010, malgré le départ d'une majorité des dirigeants appelés vers divers nouveau challenge, le club participe à toutes les finales de la saison. En 2010, Stroguino s'incline en finale du Championnat de Russie aux tirs au but contre le Lokomotiv Moscou. Egor Eremeev termine meilleur buteur.
Lors de la saison 2011, le Championnat de Russie se tient en deux étapes, suivie d'une super finale. La première va au Stroguino et la seconde pour le Lokomotiv Moscou. Dans le dernier match de la Super Finale revanche de la saison précédente, Stroguino est à nouveau défait. En Coupe de Russie, l'équipe termine aussi deuxième.
En 2012, Stroguino termine pour la première fois sur la dernière marche du podium.

## Palmarès
- Championnat de Russie (2)
  - Champion en 2008 et 2009
  - Finaliste en 2006, 2007, 2010 et 2011
  - 3e en 2012

- Coupe de Russie (3)
  - Vainqueur en 2008 et 2009
  - Finaliste en 2010 et 2011

## Personnalités

### Joueurs notables
- Iegor Chaïkov (2006-2010)
- Ilya Leonov (2006-2010)
- Bruno Xavier (2010)
- Bruno Malias (2010)

### Effectif actuel
| Nom                 | Poste     | Naissance        |
| ------------------- | --------- | ---------------- |
| Gorshkov Ilya       | Gardien   |                  |
| Alexander Emelyanov | Gardien   |                  |
| Remy Nikiemi        | Gardien   |                  |
| Vitaliy Sydorenko   | Gardien   | 22 décembre 1981 |
| Andrei Borsuk       | Défenseur |                  |
| Igor Borsuk         | Défenseur |                  |
| roman Zaikin        | Défenseur |                  |
| Kalugin Vyacheslav  | Défenseur |                  |
| Andrew Sheremet'ev  | Défenseur |                  |
| Geperidze Irakli    |           |                  |
| Aliyev Ildar        |           | 17 février 1972  |
| Kaloshin Anton      |           |                  |
| Kozhevnikov Yuri    |           |                  |
| Konstantin Kostenko |           |                  |
| Dmitry Nosov        |           |                  |
| Yavar Daniel        |           |                  |
| Gruzdyaev Maxim     | Attaquant |                  |
| Epifanov Vyacheslav | Attaquant |                  |
| Egor Eremeev        | Attaquant |                  |
| Strutynsky Dmitry   | Attaquant |                  |